# Elizabeth Stanley, grevinna av Derby
Elizabeth Stanley, grevinna av Derby, född de Vere 1575, död 1627, var en engelsk hovfunktionär. Hon var hovdam åt drottning Elisabet I av England. Hon var Lord of Mann 1612–1627. 
Elizabeth de Vere var dotter till Edward de Vere, 17:e earl av Oxford. Hon var hovfröken hos Elisabet 1593–1595 innan hon 1595 gifte sig med William Stanley, 6:e earl av Derby. Hennes make blev 1609 Lord of Mann, och det är omvittnat att Elizabeth deltog i styrelsen av ön. Hennes make överförde 1612 ön på henne och gjorde henne till den första kvinnliga Lord of Mann.